# Léontopolis
Pour les articles homonymes, voir Léontopolis (homonymie).
Léontopolis est une ville de Basse-Égypte du sud du delta du Nil, capitale du XIe nome « le nome du Taureau recensé » (ḥsbw). Elle est aujourd'hui identifiée au site de Tell el-Moqdam. De son nom égyptien Taremou « la terre des poissons », elle devint pour les Grecs Léontopolis « la ville des lions », parce que des fauves sacrés y étaient élevés et vivaient à proximité de leur temple. Ils incarnaient le dieu Mahès, fils de Bastet et Sekhmet.
En -818, sous le règne du roi libyen Sheshonq III (ou Chechanq III qui gouvernait l'Égypte, un prince bubaste de la famille royale, Pétoubastis Ier (ou Padibastet Ier fonde une dynastie rivale, la XXIIIe dynastie établie à Léontopolis où il se fait couronner roi et prend le contrôle du delta du Nil. Léontopolis devient un royaume indépendant des rois de Tanis, mais l’hypothèse que toute la dynastie fut léontopolite reste très discutable.
Pour les rois qui ont régné depuis cette ville, voir à XXIIIe dynastie.
Léontopolis/Taremou ne doit pas être confondue avec l’autre Léontopolis nommée par les Grecs, qui est aujourd'hui le site de Tell el-Yahûdîya et qui se trouve dans le nome héliopolitain, site comportant des vestiges d'une forteresse Hyksôs, des temples du Nouvel Empire ainsi qu'un palais de Ramsès III et a été à l'époque ptolémaïque le siège d'un temple de Yahvé fondé par le grand prêtre Onias IV.